# ダフラク諸島

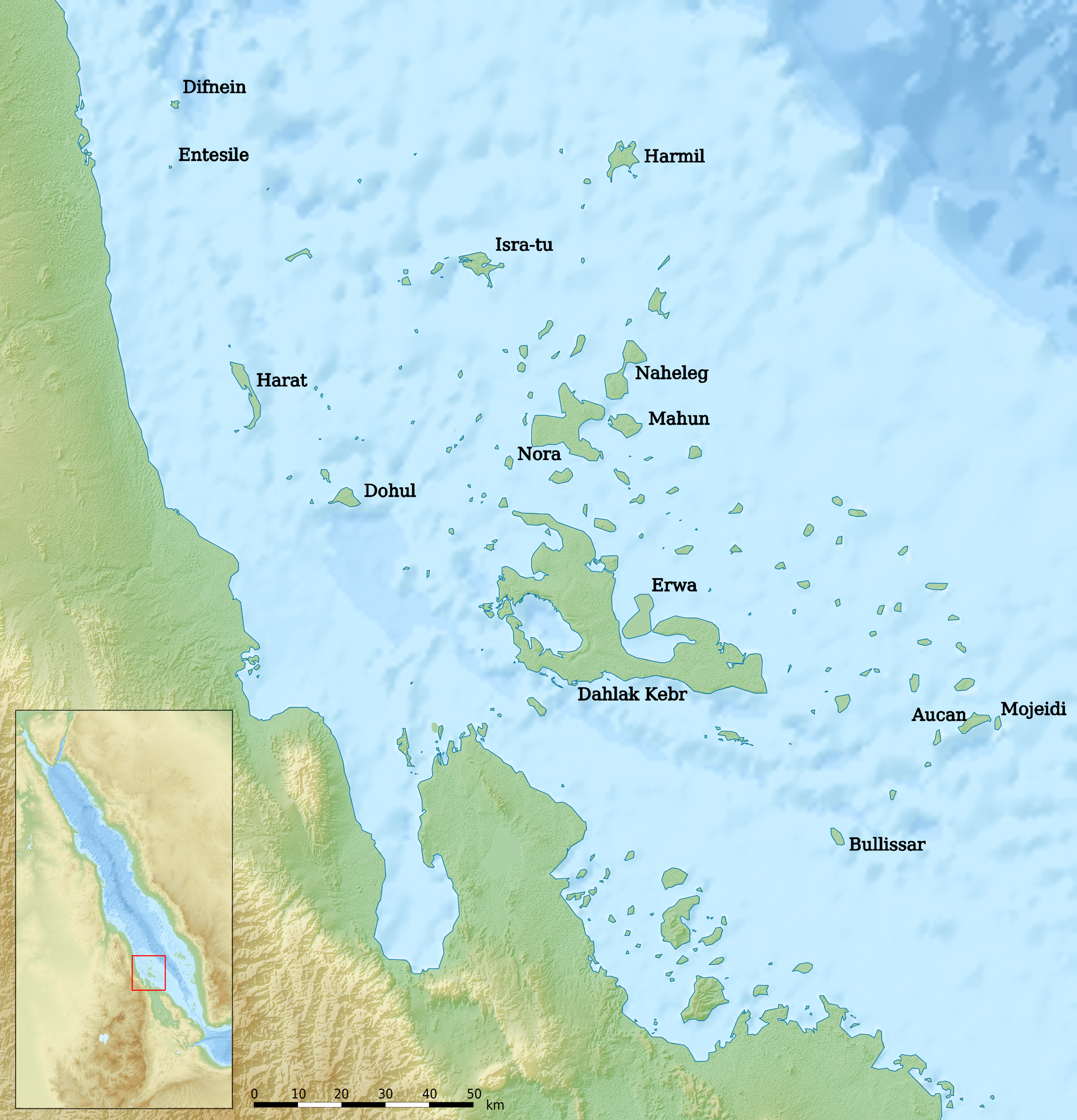
ダフラク諸島

ダフラク諸島（ダフラクしょとう）は紅海南西部にあるエリトリア領の諸島。124個の小島からなり、有人の島は4つほどである。ダラック諸島とも呼ばれる。
ローマ時代からの真珠の産出地である。『エリュトゥラー海案内記』に諸島の記載が見られ、7世紀頃からイスラム教の影響を受けた。その後、エチオピアの支配を経て、16世紀からはオスマン帝国領となっている。19世紀にイタリアの植民地となり、第二次世界大戦後にエチオピア領となる。冷戦期にはソ連海軍が駐留していたこともあった。1991年にエリトリアの独立に伴い、エリトリア領となった。ベドウィン系のラシャイダ人が多く住む。